# Апостольская администратура для католиков византийского обряда в Казахстане и Центральной Азии
Апостольская администратура для католиков византийского обряда в Казахстане и Центральной Азии (лат.  Apostolica Administratio Kasakstanianus) — католическая апостольская администратура для католиков византийского обряда с центром (кафедрой) в городе Караганда (Казахстан). Подчиняется непосредственно Святому Престолу. Апостольская администратура распространяет свою юрисдикцию на территорию Казахстана, Туркменистана, Узбекистана, Киргизии и Таджикистана и занимается духовным окормлением верующих византийского обряда.
Апостольская администратура была учреждена римским папой Франциском 1 июня 2019 года с центром в городе Караганда. Её первым ординарием был назначен священник Василий Говера.
7 февраля 2023 года декретом Василия Говеры было установлено, что Апостольская администратура для католиков византийского обряда в Казахстане и Центральной Азии с 1 сентября 2023 года переходит на новоюлианский календарь вслед за УГКЦ на Украине и в Польше.

## Ординарии
- священник Василий Говера (с 1 июня 2019 года), апостольский администратор